# X-tra
『X-tra』（エクストラ）は、Winkのベスト・アルバム。1996年8月21日にアポロンクリエイト（現・ランティス）より発売された。規格番号はACCD-3001。

## 解説
- 帯のキャッチコピーは「ソロを中心に二人の魅力の集大成です」。
- メンバーの鈴木早智子と相田翔子が1992年に発表したソロアルバムから4曲ずつとWinkの代表曲2曲で構成されている。CD-EXTRA仕様となっており、Windowsのパソコン[1]で「きっと熱いくちびる 〜リメイン〜」と「トゥインクル トゥインクル」のPVを再生することができる[2]。
- それまでWinkのCDはすべてポリスターから販売されていたが、今作のみアポロンクリエイトから販売されている。そのためかWinkのロゴが通常と異なっている。

## 収録曲
1、10 - Wink。2〜5 - 鈴木早智子。6〜9 - 相田翔子。
1. 淋しい熱帯魚
  - 作詞：及川眠子　作曲: 尾関昌也　編曲: 船山基紀
  - 5thシングル。パナソニックヘッドホンステレオSタイプCMソング。
  - 第31回日本レコード大賞受賞曲。
2. ラスト・ダンスは頬よせて
  - 作詞：及川眠子　作曲: 森若香織　編曲: 門倉聡
3. 1999年の退屈
  - 作詞：及川眠子　作曲: 赤城忠治　編曲: 十川知司
4. ハリウッドな恋にして
  - 作詞：及川眠子　作曲: 羽田一郎　編曲: 門倉聡
5. TRANSFER
  - 作詞：及川眠子　作曲: 工藤崇　編曲: 門倉聡
6. Pleasure
  - 作詞：芹沢類　作曲: 門倉有希　編曲: 門倉聡
  - 『Delphinium』では前曲とクロスフェードしていたが、今作では独立した楽曲として聞くことができる。
7. アンビバレンス
  - 作詞：芹沢類　作曲: 相田翔子　編曲: 門倉聡
8. 黙示録
  - 作詞：芹沢類　作曲: 鈴木祥子　編曲: 門倉聡
9. Believe Moon
  - 作詞・作曲: 相田翔子　編曲: 門倉聡
10. 咲き誇れ愛しさよ
  - 作詞：大黒摩季　作曲: 織田哲郎　編曲: 葉山たけし
  - 19thシングル。資生堂「プルミエ」CMソング。